# Culex starckeae
Culex starckeae är en tvåvingeart som beskrevs av Stone och Knight 1958. Culex starckeae ingår i släktet Culex och familjen stickmyggor. Inga underarter finns listade i Catalogue of Life.